# 아테네 증권거래소

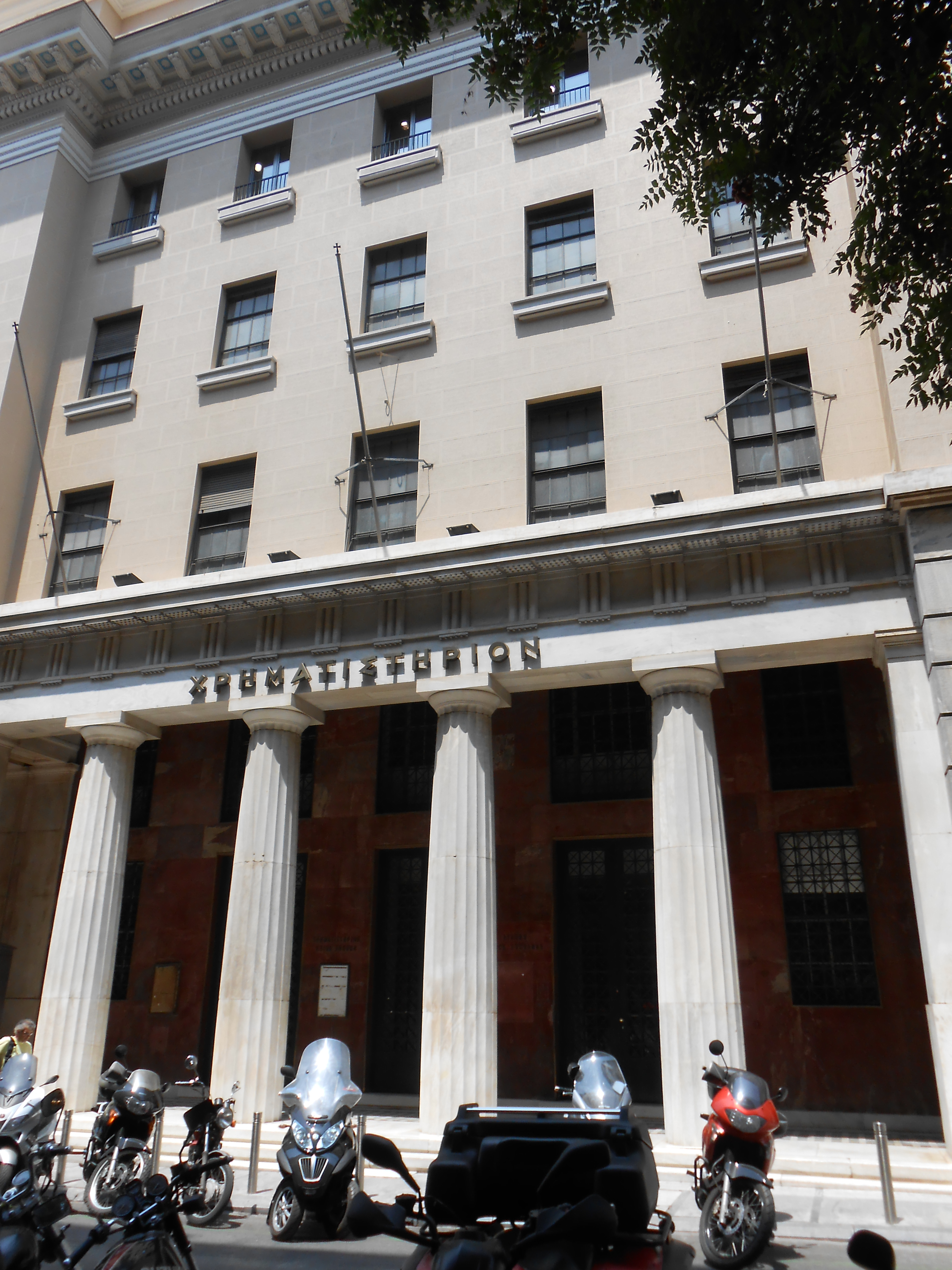
아테네 증권거래소

아테네 증권거래소(그리스어: Χρηματιστήριο Αθηνών, 영어: Athens Stock Exchange, ASE)는 그리스 아테네에 위치한 증권거래소이다.